# Air (Vollenweider)
AIR of Air was het studioalbum van Andreas Vollenweider uit 2009. Vollenweider had al enige jaren geen nieuw materiaal uitgebracht en kwam in 2009 met het grotendeels in augustus 2008 te Zürich opgenomen muziekalbum. De muziek verschilt nauwelijks van zijn album, waarmee hij bekend raakte in Nederland; Caverna Magica uit 1982.

## Musici
- Andreas Vollenweider – harp, hammondorgel
- Daniel Schenker – trompet op 1 en 11, flugelhorn op 4
- Andi Papato – percussie op 2, 4, 7, 9, 12
- Kasper Rast – slagwerk op 2, 4, 7, 8, 9, 11, 12
- Daniel Pezzotti – cello op 2 en 13
- Steve Gorn – bansoori op 3; medecomponist 3
- Sandro Friedrich – fujara (Slowaakse fluit)
- Prem Joshua – sitar op 6, 12; medecomponist 6
- Raul Sengupta – tabla op 6, 12; medecomponist 6
- Max Lässer – gitaar op 7, 9, 11
- Daniel Küffer – baritonsaxofoon op 7, basklarinet op 8
- Xavier Naidoo – beatbox, zang op 12
- Friedrich Gille – percussie

## Composities
Allen van Vollenweider, behalve zie boven:
1. Airdance (4:24)
2. Prescious Smile (3:18)
3. Oxygenia And Icarus (1:31)
4. Windseeds (4:02)
5. Milonga magica (4:05)
6. World Inside A Grain Of Sand (5:13)
7. Tumbleweed Dreams (5:24)
8. One Breath (4:18)
9. Keep On Dancing (4:34)
10. Liebeslied (2:11)
11. Siesta (3:25)
12. The Golden Dancing Shoes (5:26)
13. Air Epilogue (4:36)

De compact disc bevat ook een videoclip van Airdance